# ويليام جيمس (لاعب كرة قدم أمريكية)
ويليام جيمس (بالإنجليزية: William James)‏ هو لاعب كرة قدم أمريكية أمريكي، ولد في 15 يونيو 1979 في يونيونتاون في الولايات المتحدة.

## وصلات خارجية
- ويليام جيمس على موقع مرجع كرة القدم المحترفة.كوم (الإنجليزية)